# Inge Stephan

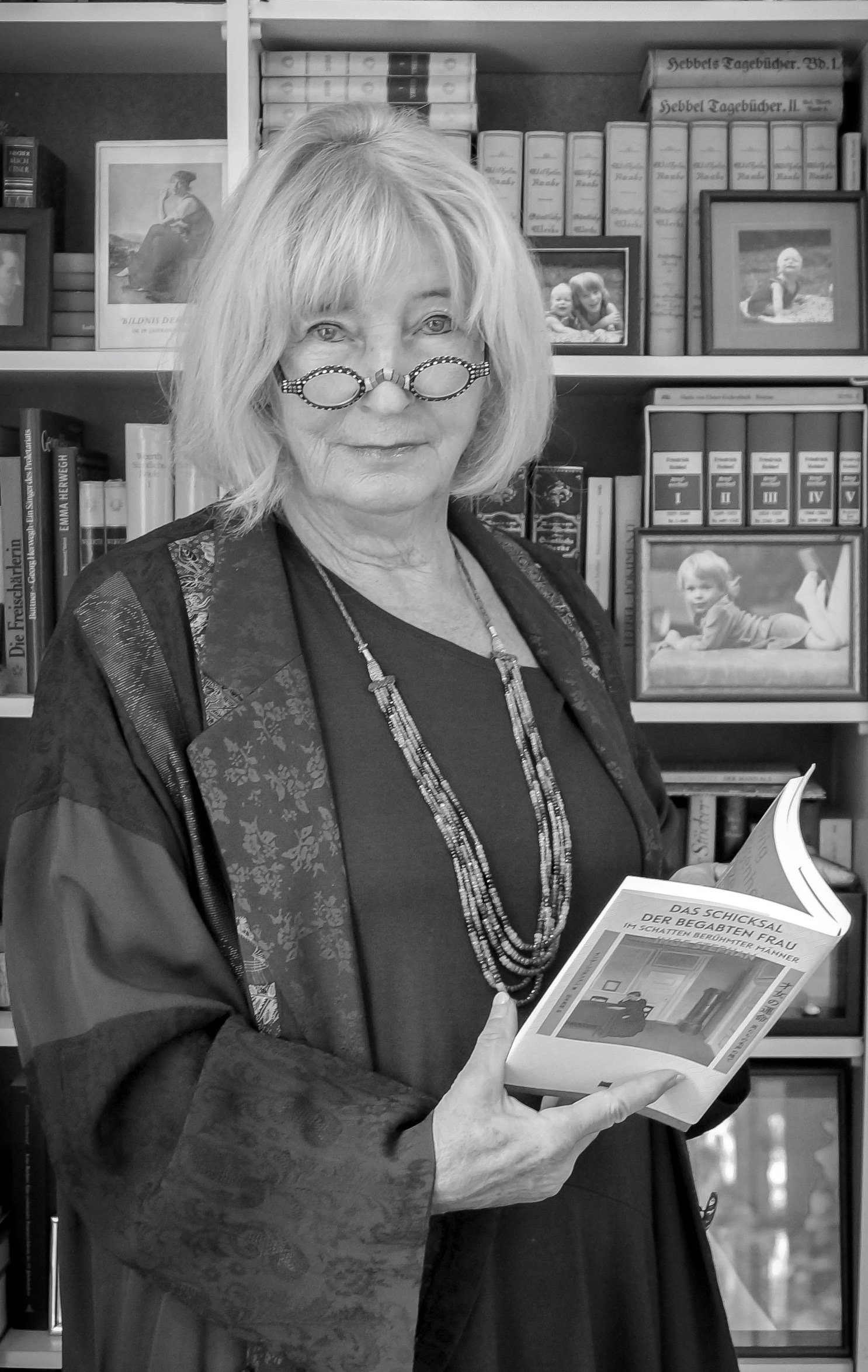
Inge Stephan (2020)

Inge Stephan (* 1944 in Itzehoe) ist eine deutsche Literaturwissenschaftlerin.

## Leben
Inge Stephan studierte Germanistik, Geschichte, Philosophie, Politik und Pädagogik in Hamburg und Clermont-Ferrand (1964–1971) Förderung durch die Studienstiftung des deutschen Volkes, wissenschaftliche Hilfskraft bei der Hamburger Klopstock-Ausgabe (1965–1969), Promotion (1971) und 1. und 2. Staatsexamen (1972/74) in Hamburg, Referendariat und Lehrbeauftragte am Historischen Seminar der Universität Hamburg, ab 1974 Assistentin am Literaturwissenschaftlichen Seminar der Universität Hamburg, ab 1983 Professorin an der Universität Hamburg, ab 1994 Professorin an der Humboldt-Universität zu Berlin, zahlreiche Gastprofessuren in den USA, Japan und China.
Ihre Forschungsschwerpunkte sind weibliche Literatur- und Kulturtradition, Frauenbilder und Männerbilder, Geschlechtskonstruktionen in der Literatur vom 18. Jahrhundert bis in die Gegenwart sowie feministische Theorie und aktuelle Gender-Forschung.

## Schriften (Auswahl)
- Johann Gottfried Seume. Ein politischer Schriftsteller der deutschen Spätaufklärung. Stuttgart 1973, ISBN 3-476-00264-0.
- Literarischer Jakobinismus in Deutschland (1789-1806). Stuttgart 1976, ISBN 3-476-10150-9
- Deutsche Literaturgeschichte. Stuttgart 1979. 9. akt. erw. Aufl. Berlin 2019. Darin die Kapitel: Aufklärung, Kunstperiode, Weimarer Republik, Drittes Reich und Exil, Die deutsche Literatur des Exils. Übersetzungen ins Koreanische, Spanische und Englische, ISBN 978-3-476-04952-0.
- Die verborgene Frau. Sechs Beiträge zu einer feministischen Literaturwissenschaft. Berlin 1983. 3. Auflage 1988. (Zus. m. S. Weigel) ISBN 3-886-19096-X
- „Ein vorübergehendes Meteor?“ J.M.R. Lenz und seine Rezeption in Deutschland. Stuttgart 1984. (Zus. m. H.-G. Winter) ISBN 3-476-00552-6
- Frauenliteratur ohne Tradition? Neun Autorinnenporträts. Frankfurt/M. 1987. (Zus. m. R. Venske u. S. Weigel) ISBN 3-596-23783-1
- Das Schicksal der begabten Frau. Im Schatten berühmter Männer. Stuttgart 1989. Neuauflage 2000. Übersetzungen ins Koreanische und Japanische. (Neuauflage Tokyo 2020) ISBN 3-783-10987-6.
- Die Gründerinnen der Psychoanalyse. Eine Entmythologisierung Sigmund Freuds in zwölf Frauenporträts. Stuttgart 1992. Übersetzungen ins Koreanische, Japanische und Polnische, ISBN 3-783-11206-0.
- Musen & Medusen. Mythos und Geschlecht in der Literatur des 20. Jahrhunderts. Köln 1997, ISBN 3-412-13296-9.
- Inszenierte Weiblichkeit. Codierung der Geschlechter in der Literatur des 18. Jahrhunderts. Köln 2004, ISBN 3-412-15204-8.
- Medea. Multimediale Karriere einer mythologischen Figur. Köln 2006, ISBN 3-412-36805-9.
- NachBilder des Holocaust. Köln u. a. 2007. (Zus. m. A. Tacke) ISBN 3-412-22506-1
- NachBilder der RAF. Köln u. a. 2008. (Zus. m. A. Tacke) ISBN 3-412-20077-8
- NachBilder der Wende. Köln u. a. 2008. (Zus. m. A Tacke) ISBN 3-412-20083-2
- J.M.R. Lenz Handbuch. Berlin u. a. 2017, ISBN 978-3-11-023760-3.
- Eisige Helden. Kälte, Emotionen und Geschlecht in Literatur und Kunst vom 19. Jahrhundert bis in die Gegenwart. Bielefeld 2019, ISBN 3-8376-4492-8.
- Verweigerte Männlichkeit. Antihelden in Literatur und Kunst vom 18. bis zum 20. Jahrhundert. Bielefeld 2024, ISBN 978-3-8376-7095-0.